# Carefree (Arizona)
Carefree es un pueblo ubicado en el condado de Maricopa en el estado estadounidense de Arizona. En el Censo de 2010 tenía una población de 3363 habitantes y una densidad poblacional de 147,45 personas por km².

## Geografía
Carefree se encuentra ubicado en las coordenadas 33°49′23″N 111°54′51″O / 33.82306, -111.91417. Según la Oficina del Censo de los Estados Unidos, Carefree tiene una superficie total de 22.81 km², de la cual 22.79 km² corresponden a tierra firme y (0.07%) 0.02 km² es agua.

## Demografía
Según el censo de 2010, había 3.363 personas residiendo en Carefree. La densidad de población era de 147,45 hab./km². De los 3.363 habitantes, Carefree estaba compuesto por el 95.48% blancos, el 0.51% eran afroamericanos, el 0.27% eran amerindios, el 1.67% eran asiáticos, el 0% eran isleños del Pacífico, el 0.74% eran de otras razas y el 1.34% pertenecían a dos o más razas. Del total de la población el 2.91% eran hispanos o latinos de cualquier raza.